# Enköping
Enköping je grad i središte istoimene općine u švedskoj županiji Uppsala.

## Zemljopis
Grad se smjestio u zaljevu Mälaren 78 km zapadno od Stockholma.

## Stanovništvo
Prema podacima o broju stanovnika iz 2005. godine u gradu živi 20.204 stanovnika.

## Vanjske poveznice
- Službene stranice grada

### Ostali projekti
|  | Zajednički poslužitelj ima još gradiva o temi Enköping |